# Martin Dempsey
General Martin Edward Dempsey fue el Presidente del Estado Mayor Conjunto de los Estados Unidos del 1 de octubre de 2011 al 24 de septiembre de 2015. Se convirtió en el jefe del Estado Mayor Conjunto, después de servir más recientemente como jefe del Ejército del 37a Gabinete. Asimismo también se desempeñó como comandante interino del Comando Central de Estados Unidos.

## Biografía
Asignaciones anteriores han llevado a él ya su familia en todo el mundo durante la paz y la guerra de Jefe de Pelotón de Combate a Comandante. Se graduó en 1974 de la Academia Militar de Estados Unidos.
Como oficial de grado de la compañía, sirvió con la caballería en el segundo ejército de Estados Unidos y Europa con la 10 division Caballería en Fort Carson. Después del comando de tropas obtuvo su Maestría en Artes en Inglés de la Universidad de Duke y fue asignado al Departamento de Inglés en West Point. Además de sus Masters Licenciatura en Inglés, sostiene Grados de Maestría en el Arte Militar y en Estudios en Seguridad Nacional.
En 1991, Dempsey fue desplegado con la Tercera División Blindada en apoyo de la Operación Tormenta del Desierto. A continuación, ordenó al 4 º Batallón de la Blindada, la 67a (Bandidos) en Alemania durante dos años y luego partió para convertirse en Jefe de Armas de la Sucursal Ejército de los EE. UU. es decir su Comando de Personal. De 1996-a 1998 se desempeñó como el 67 de Coronel del Regimiento de Caballería Blindada Tercera. Después de esta asignación como "explorador senior" del Ejército que sirvió en el Estado Mayor Conjunto como Director Adjunto en J-5 y como Asistente Especial del Presidente del Estado Mayor Conjunto. 
De septiembre de 2001 a junio de 2003 general Dempsey sirvió en el Reino de Arabia Saudita, en formación y asesoramiento a la Guardia Nacional de Arabia Saudita. 
En junio de 2003, el general Dempsey tomó el mando de la 1 ª División Blindada en Bagdad, Irak. Después de 14 meses en Irak, el general Dempsey fue redistribuido a la división de Alemania y completó su gira de mando en julio de 2005. Luego regresó a Irak durante dos años, en agosto de 2005 para entrenar y equipar a las fuerzas de seguridad iraquíes como comandante general de MNSTC-I.
Desde agosto de 2007 hasta octubre de 2008, Dempsey se desempeñó como segundo comandante y comandante interino del entonces Comando Central de EE. UU. o CENTCOM. Antes de convertirse en jefe del Estado Mayor del Ejército, ordenó el Comando de Doctrina y Entrenamiento del Ejército de diciembre de 2008-marzo de 2011.

## Distinciones
Becas generales de Dempsey y condecoraciones incluyen la Medalla de Servicio Distinguido de Defensa con el roble racimo de hoja, la Medalla de Servicio Distinguido con tres racimos de hoja de roble, la Medalla de Servicio Superior de Defensa, la Legión de Mérito con dos racimos de hoja de roble, la Estrella de Bronce con "V" Device y Oak Leaf Cluster, la  Insignia de Combate en Acción y la Insignia Paracaidista. 

## Familia
General Dempsey y su novia de la escuela de alto Deanie tienen tres hijos: Chris, Megan, y Caitlin. Cada uno ha servido en el ejército de Estados Unidos. Chris se mantiene en servicio activo. Tienen cinco nietos: Kayla y Mackenna por Chris y su hija-en-ley Julie, Lucas y por Caitlin Shane hijo-en-ley, y Alexander y Hunter por Megan y Kory hijo-en-ley. Chris y Julie están esperando su tercer hijo.